# Селянська Громада (видання)
«Селянська Громада» — популярний тижневик, видання Міністерства Освіти УНР 1919 у Кам'янці-Подільському й Вінниці.
Українські літературознавці визнали сенсацією знахідку 2007 року невідомомого доти вірша Володимира Сосюри у газеті «Селянська громада» від 3 серпня 1919 року під назвою «Останній бій».